# Аррайолуш
Аррайо́луш (порт. Arraiolos; [ɐʁɐi'ɔluʃ]) — посёлок городского типа в Португалии, центр одноимённого муниципалитета округа Эвора. Численность населения — 3,3 тыс. жителей (посёлок), 7,4 тыс. жителей (муниципалитет). Посёлок и муниципалитет входит в регион Алентежу и субрегион Алентежу-Сентрал. По старому административному делению входил в провинцию Алту-Алентежу.

## Расположение
Посёлок расположен на берегах речки Дивор (приток р. Соррая) на автомобильной трассе Лиссабон — Мадрид. Расстояние до города Эвора составляет 18 км на север.
Расстояние до:
- Лиссабон — 100 км
- Эвора — 19 км
- Порталегре — 79 км
- Сантарен — 83 км
- Сетубал — 81 км
- Бежа — 80 км

Муниципалитет граничит:
- на севере — муниципалитеты Мора и Созел
- на востоке — муниципалитет Эштремош
- на юге — муниципалитет Эвора
- на юго-западе — муниципалитет Монтемор-у-Нову
- на северо-западе — муниципалитет Коруше

## Население
| Население муниципалитета Аррайолуш | Население муниципалитета Аррайолуш | Население муниципалитета Аррайолуш | Население муниципалитета Аррайолуш | Население муниципалитета Аррайолуш | Население муниципалитета Аррайолуш | Население муниципалитета Аррайолуш | Население муниципалитета Аррайолуш | Население муниципалитета Аррайолуш |
| ---------------------------------- | ---------------------------------- | ---------------------------------- | ---------------------------------- | ---------------------------------- | ---------------------------------- | ---------------------------------- | ---------------------------------- | ---------------------------------- |
| 1801                               | 1849                               | 1900                               | 1930                               | 1960                               | 1981                               | 1991                               | 2001                               | 2004                               |
| 3887                               | 4053                               | 8738                               | 11 260                             | 12 786                             | 8883                               | 8207                               | 7616                               | 7382                               |

## История
Посёлок основан в 1290 году.

## Экономика
Город известен производством ковров.

## Районы
| Фрегезии (районы) муниципалитета Аррайолуш | Фрегезии (районы) муниципалитета Аррайолуш | Фрегезии (районы) муниципалитета Аррайолуш | Фрегезии (районы) муниципалитета Аррайолуш | Фрегезии (районы) муниципалитета Аррайолуш | Фрегезии (районы) муниципалитета Аррайолуш | Фрегезии (районы) муниципалитета Аррайолуш |
| ------------------------------------------ | ------------------------------------------ | ------------------------------------------ | ------------------------------------------ | ------------------------------------------ | ------------------------------------------ | ------------------------------------------ |
| №                                          | Наименование                               | Оригинальное наименование                  | Кол-во жителей чел.(2001)                  | Территория км²                             | Плотность чел./км²                         | Почтовый индекс                            |
| 1                                          | Арраиолуш                                  | Arraiolos                                  | 3549                                       | 146,47                                     | 24,23                                      | 7040-000 ARRAIOLOS                         |
| 2                                          | Вимьейру                                   | Vimieiro                                   | 1600                                       | 252,47                                     | 6,34                                       | 7040-000 VIMIEIRO ARL                      |
| 3                                          | Игрежинья                                  | Igrejinha                                  | 769                                        | 84,63                                      | 9,09                                       | 7040-000 IGREJINHA                         |
| 4                                          | Сабугейру                                  | Sabugueiro                                 | 453                                        | 38,08                                      | 11,90                                      | 7040-000 SABUGUEIRO ARL                    |
| 5                                          | Сан-Грегориу                               | São Gregório                               | 396                                        | 74,36                                      | 5,33                                       | 7040-000 SAO GREGORIO ARL                  |
| 6                                          | Сан-Педру-де-Гафаньоейра                   | São Pedro de Gafanhoeira                   | 623                                        | 45,17                                      | 13,79                                      | 7040-000 SAO PEDRO GAFANHOEIRA             |
| 7                                          | Санта-Жушта                                | Santa Justa                                | 226                                        | 42,90                                      | 5,27                                       | 7040-000 SANTA JUSTA                       |

## Фотогалерея
- Монастырь Арайолуш